# Diego Lorenzi
Diego Lorenzi (ur. 14 listopada 1939) – włoski duchowny katolicki, orionista, pierwszy osobisty sekretarz papieża Jana Pawła I.

## Życiorys
Po przyjęciu święceń kapłańskich i odbyciu studiów w Anglii powrócił do Włoch. W tym czasie ówczesny patriarcha Wenecji Albino Luciani szukał kandydata na prywatnego sekretarza z dobrą znajomością języka angielskiego i od roku 1976 Diego Lorenzi był jego osobistym sekretarzem. Dwa lata później 26 sierpnia 1978 roku patriarcha Luciani został wybrany na papieża. 33 dni później Jan Paweł I zmarł. Diego Lorenzi jest przekonany, że Jan Paweł I zmarł z przyczyn naturalnych i odrzuca wszystkie teorie spiskowe dotyczące śmierci papieża. W kolejnych latach zajmował się pracą duszpasterską. W roku 1996 został przez przełożonych skierowany do pracy w Manili w Filipinach, gdzie Orioniści prowadzą działalność misyjną i pomagają mieszkańcom żyjącym w sąsiedztwie składowiska odpadów. Po kilku latach powrócił do Włoch i zamieszkał w Mestre w Wenecji. W roku 2003 w następstwie przeprowadzonych rozmów i spotkań z Diego Lorenzim, amerykański dziennikarz John Allen opublikował reportaże poświęcone papieżowi Janowi Pawłowi I oraz jego sekretarzowi.